# Gakuen Heaven
Gakuen Heaven (学園ヘヴン, Gakuen Heaven, littéralement « Académie Paradis ») est une franchise qui est basé sur le jeu pour PC Gakuen Heaven: Boy's Love Scramble, publié à l'origine par la société SPRAY.
La franchise regroupe trois autres jeux pour PlayStation 2 (Gakuen Heaven, Gakuen Heaven: Type B et Gakuen Heaven: Okawari), 5 CD Drama, deux séries mangas  de You Higuri : un Yaoi de 4 tomes : Gakuen Heaven et un shonen-ai (4 one-shot) : Gakuen Heaven Révolution et un dessin animé Gakuen Heaven: Boy's Love Hyper de 13 épisodes.

## Personnages principaux
- Ito Keita (1re année) : héros de la série. Timide, profondément gentil, et très chanceux. Lorsqu'il était petit, il a contracté un dangereux virus encore non répertorié à l'époque, qui sera plus tard baptisé X7.
- Niwa Tetsuya (3e année) : président du conseil des étudiants, il est surnommé « Majesté ». Meilleur ami d'Hideaki, il l'appelle "Hide".
- Saionji Kaoru (2e année) : personnage très efféminé de la trésorerie.
- Endo Kazuki (1re année) : meilleur ami de Keita (et très protecteur envers ce dernier) et venant d'une famille très riche, il disparaît souvent pour une mystérieuse raison. Il était l'ami d'enfance de Keita, mais ce dernier ne se souvient de rien à cause d'une amnésie découlant de son infection au virus X7. Lors de l'incident, sa famille a d'ailleurs mis tout en œuvre dans la recherche d'un remède, même si toute leur fortune devait y passer. Il devient le partenaire de Keita à la fin de la série.
- Nakajima Hideaki (3e année) : vice-président du conseil et très doué en informatique. Meilleur ami de Tetsuya.
- Shichijou Omi (2e année) : également très doué en informatique, il est le meilleur ami de Kaoru.
- Naruse Yukihiko (2e année) : capitaine de l’équipe de tennis, il ferait tout pour avoir un rencard avec Keita qu’il appelle « honey ».
- Shinomiya Kouji (3e année) : président du dortoir, il est aussi très doué en cuisine et au tir à l’arc.
- Iwai Takuto (3e année) : très doué en dessin, ce garçon aux cheveux gris semble toujours triste.
- Taki Shunsuke (2e année) : un des personnages les plus amusants de la série, très doué en cyclisme. Il admire Niwa.
- Umino Satoshi (professeur) : le plus court de tous les personnages principaux, il est pourtant le plus âgé. Il est professeur de Biologie.
- Ozawa Kakeru (1re année) : 1er des jumeaux.
- Ozawa Wataru (1re année) : 2e des jumeaux. On les différencie par leurs cheveux qui cache l’œil droit ou gauche selon le jumeau. Ils sont très doués au tennis (en double).
- Matsuoka Jin (infirmier) : il est un peu le mentor de Kazuki.
- Yoshizumi Hiroya :  meilleur ami de Jin, il a contracté le virus X7.
- Toono-sama (chat) : le chat de Umino. Il pèse 13 kilos et adore se faire porter par Umino.
- Kuma-chan (nounours) : nounours représentant le président en son absence.